# Дренте (графство)
Графство Дренте (нидерл. Graafschap Drenthe, фр. Comté de Drenthe) — графство в Нидерландах, расположенное на территории современной провинции Дренте (кроме общины Куворден), областей Стеллингвервен и Горехт, а также города Гронинген.
Вероятно, графство Дренте выделилось из гау Треант, в 820 году. Впервые графство упоминается в 1024 году. В этом году епископ Утрехта Аделболд II даровал землю после победы над графом Балдериком.
В 1046 году графство было упразднено императором Генрихом III. Оно стало частью Утрехтского епископства. Вместе с Утрехтским епископством Графство Дренте и Оверэйсел сформировались в Оверстихт.
Раскол Оверстихт в 1528 году начался из-за вторжения Габсбургов в Нидерланды. В 1536 году Дренте был окончательно покоренo Габсбургами после битвы при Хеилигерле. В дальнейшем он был известен как Ландшафт Дренте.